# Peperomia naitasiriensis
Peperomia naitasiriensis är en pepparväxtart som beskrevs av Truman George Yuncker. Peperomia naitasiriensis ingår i släktet peperomior, och familjen pepparväxter. Inga underarter finns listade i Catalogue of Life.